# S 148
S 148 war ein Großes Torpedoboot vom Typ 1906 der Bauserie S 138 bis S 149 der Kaiserlichen Marine, das 1917 in  T 148 (T für Torpedoboot) umgezeichnet und 1919 in die Reichsmarine übernommen wurde. Die Boote waren mit der von AG Vulcan Stettin gelieferten ähnlichen Serie V 150 bis V 160 die letzten großen Torpedoboote der Kaiserlichen Marine mit Kolbendampfmaschinen.
S 148 und zehn ihrer Schwesterboote überlebten den Ersten Weltkrieg wurden von der Reichsmarine übernommen. Im aktiven Flottendienst wurden sie durch die Neubauten der Raubvogel- und Raubtier-Klasse in den 1920er Jahren ersetzt.

## Kaiserliche Marine
Das Boot wurde im Etat-Jahr 1906 mit 11 Schwesterbooten bei der Schichau-Werft in Elbing geordert und lief unter der Baunummer 787 am 11. November 1907 vom Stapel. Es stellte eine signifikante Verbesserung gegenüber der Vorgänger-Serie von S 126 bis S 131 (371 t, 64,7 m, 28 kn) in Bezug auf Kampfkraft, Seefähigkeit und Geschwindigkeit dar. In der Vorkriegszeit gehörte das Boot verschiedenen aktiven und Schulflottillen an. Während eines Manövers der Hochseeflotte vor Helgoland kam es dabei am 14. Mai 1913 zu einer Explosion im Maschinenraum, bei der zwei Tote zu beklagen waren. Durch das selbstlose Verhalten des Marineingenieur-Aspiranten Hans Lüdemann, der dabei schwerste Verbrühungen erlitt und aufgrund der erlittenen Verletzungen daran verstarb, konnte S 148 vor dem Untergang bewahrt werden. Die Kriegsmarine benannte den Zerstörer Z 18 Hans Lüdemann nach ihm.

## Erster Weltkrieg
Zu Beginn des Krieges gehörte das Boot zur 4. Torpedoboots-Halbflottille der II. Torpedoboots-Flottille in der Nordsee. Nach der Neuausrüstung dieser Flottille mit den beschlagnahmten ex-argentinischen Booten G 101 bis G 104 sowie aus den für die russische Marine gefertigten Bauteilen entstandenen Torpedobootszerstörern B 97 und B 98 sowie B 110 bis B 112 wurden die älteren Boote in die Ostsee abgegeben. S 148 gehörte ab 1915 zur neuaufgestellten 19. Torpedoboots-Halbflottille der X. Torpedoboots-Flottille.
In der Ostsee wurde S 148 zusammen mit den Schwesterbooten sehr aktiv für Geleitschutz- und Minenaufgaben eingesetzt. Hinzu kamen Patrouillendienste zur Sundüberwachung gegen eindringende britische und die immer aktiver werdenden russischen U-Boote. Vom 3. bis 5. Juni 1915 nahm das Boot unter dem Kommando von Kapitänleutnant Saupe als Sicherung für die Kleinen Kreuzer Augsburg und Lübeck an einer größeren Minenoperation in der Irbenstraße teil. Nach Abschluss des Minenlegens teilte sich dieser Verband, und S 148 sollte zusammen mit S 139 und dem Kleinen Kreuzer Thetis vor der Westküste der Insel Gotland aus dem Dampfer Dora Hugo Stinnes kohlen. Während der Kohlenübernahme wurde der Verband vom britischen U-Boot E9 gesichtet und mit drei Torpedos angegriffen. Zwei davon trafen die Dora Hugo Stinnes, die anderthalb Stunden später sank. Der dritte traf das Vorschiff von S 148. Dabei liefen die drei vordersten Abteilungen voll, und es waren ein Toter und zwei Schwerverletzte zu beklagen. Durch Austrimmen konnten die Schrauben wieder ins Wasser gebracht werden, und das Boot wurden von S 139 über den Achtersteven nach Libau geschleppt. Nach der anschließenden Reparatur gehörte das Boot ab 1916 zur Vorpostenflottille der Ems und ab März 1918 zur 2. Halbflottille der I. Geleitschutz-Flottille in der Nordsee.
Am 24. September 1917 zeichnete man das Boot aufgrund der Neuvergabe der Nummern durch Neubestellungen in T 148 um, um Verwechslungen mit dem georderten neuen Boot G 148 auszuschließen. Zeitgleich wurden alle anderen noch vorhandenen Boote der Bauserie mit dem Buchstaben „T“ umgezeichnet und der Werft-Buchstabe „S“ für „Schichau“ durch „T“ für „Torpedoboot“ ersetzt.

## Reichsmarine
Das Boot gehörte nach Kriegsende zu den der Reichsmarine durch den Versailler Vertrag zugestandenen Einheiten und wurde 1920 umgebaut: die Brücke wurde vergrößert, die Schornsteine erhielten Aufsätze, und die alten 8,8-cm-L/35-Geschütze wurden unter Fortfall der 5,2-cm-Tk durch zwei moderne 8,8-cm-Tk L/45 C/1913 ersetzt. Das Boot wurde dabei grundüberholt.
T 148 wurde am 31. März 1921 bei der 2. Torpedoboot-Flottille in der Nordsee als Materialreserve eingestellt und 1923 in den aktiven Bestand übernommen. Ab dem 26. Januar 1924 war der spätere Admiral Kurt Fricke Kommandant des Bootes. Mit dem Zulauf der neuen Torpedoboote der Raubtier-Klasse wurde T 148 am 8. Oktober 1928 aus der Liste der Kriegsschiffe gestrichen, aber erst 1935 in Wilhelmshaven abgewrackt.